# Rob Morrow

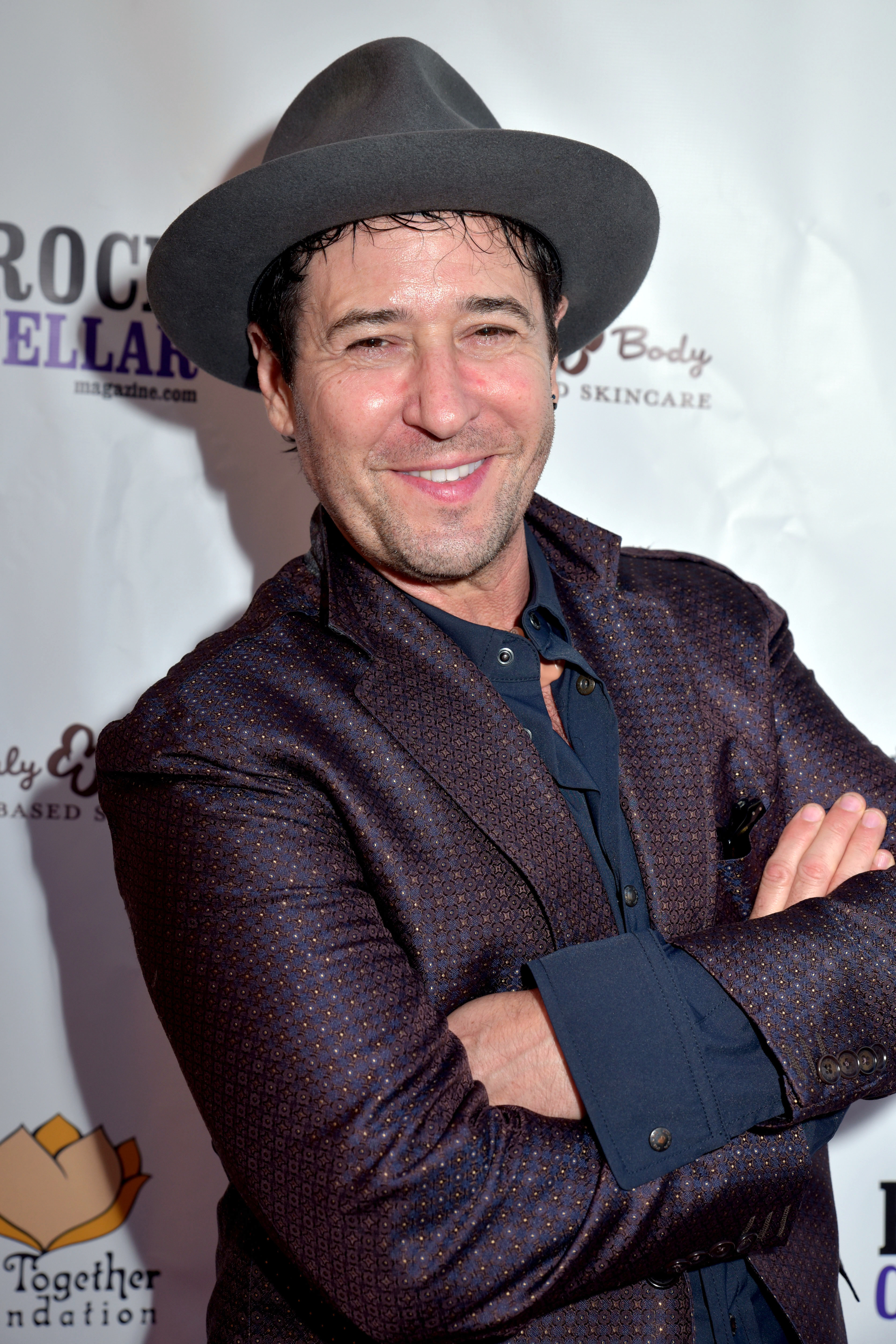
Rob Morrow (2019)

Robert Alan „Rob“ Morrow (* 21. September 1962 in New Rochelle, New York) ist ein US-amerikanischer Schauspieler und Regisseur.

## Leben
Sein Debüt gab er in der Filmkomödie Die Superaufreißer an der Seite von Johnny Depp und Hector Elizondo. Seine erste große Rolle, mit der er in Deutschland bekannt wurde, spielte er Anfang der 1990er Jahre in der Fernsehserie Ausgerechnet Alaska. In der Folgezeit war er auch in mehreren populären Kinofilmen wie Quiz Show (1994), Last Dance (1996) und Der Super-Guru (2002) zu sehen. Jedoch dreht er nach wie vor vor allem für das Fernsehen.
2005 bekam er eine Hauptrolle in der Serie Numbers – Die Logik des Verbrechens. Er hat in drei Folgen der Serie Regie geführt, ebenso in drei Folgen von Die himmlische Joan.
1998 hat er die Schauspielerin Debbon Ayer geheiratet, zusammen haben sie eine Tochter.

## Filmografie (Auswahl)

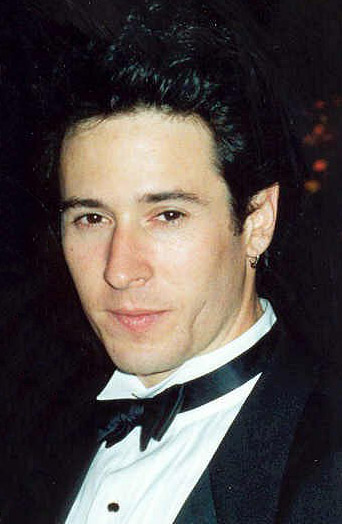
Rob Morrow (1991)

- 1985: Die Superaufreißer (Private Resort)
- 1985: Fame – Der Weg zum Ruhm (Fame, Fernsehserie, Folge 4x24)
- 1987: Spenser (Spenser: For Hire) (Fernsehserie, Folge 2x13)
- 1990–1995: Ausgerechnet Alaska (Northern Exposure, Fernsehserie, 102 Folgen)
- 1994: Quiz Show
- 1998: Abraham Lincoln – Die Ermordung des Präsidenten (The Day Lincoln Was Shot)
- 1998: Nur die Liebe hält ewig (Only Love, Fernsehfilm)
- 2000: Labor Pains
- 2002: Der Superguru (The Guru)
- 2002–2003: Street Time (Fernsehserie, 33 Folgen)
- 2005–2010: Numbers – Die Logik des Verbrechens (NUMB3RS, Fernsehserie, 118 Folgen)
- 2007: Das Beste kommt zum Schluss (The Bucket List)
- 2010–2011: The Whole Truth (Fernsehserie, 10 Folgen)
- 2010–2011: Entourage (Fernsehserie, 4 Folgen)
- 2011: The Good Doctor
- 2012: CSI: NY (Fernsehserie, Folgen 9x01–9x02)
- 2013: Can a Song Save Your Life? (Begin Again)
- 2014: Atlas Shrugged: Part III
- 2014: Mr. Miracle
- 2015: Little Loopers
- 2015: Law & Order: Special Victims Unit (Law & Order: New York, Fernsehserie, Folge 16x18)
- 2015: Night of the Wild – Die Nacht der Bestien (Night of the Wild, Fernsehfilm)
- 2015: Rehearsal
- 2015: Texas Rising (Fernsehserie, Folgen 1x01–1x02)
- 2016: American Crime Story (Fernsehserie, 6 Folgen)
- 2016–2017: The Fosters (Fernsehserie, 4 Folgen)
- 2016–2017: Billions (Fernsehserie, 8 Folgen)
- 2017: Designated Survivor (Fernsehserie, 3 Folgen)
- 2017: BoJack Horseman (Fernsehserie, 1 Folge)
- 2017: Flint (Fernsehfilm)
- 2018: Chicago P.D. (Fernsehserie, 1 Folge)
- 2019: The Kill Team
- 2019: Hawaii Five-0 (Fernsehserie, 2 Folgen)